# Aage Madelung
Pour les articles homonymes, voir Madelung.
Aage Madelung (1872-1949) est un écrivain danois d'origine allemande, né en Suède.  Pendant plusieurs années, il vécut en voyageur et en aventurier, en Russie, entre autres.
Madelung écrivit de manière extensive sur ses voyages d'une façon poétique et tournée vers la nature. Il partagea sa riche expérience de voyage dans des nouvelles et de romans, entre autres La Quête (roman, 1918) et Le Bien sur la Lune (roman, 1929). Il a cosigné, avec le réalisateur Carl Theodor Dreyer, le scénario du film Aimez-vous les uns les autres (Die Gezeichneten) (1922).